# Prekletstvo Kennedyjev
Veliko družino Kennedy je prizadelo veliko družinskih tragedij, zato se je v medijih začelo govoriti o "Prekletstvu Kennedyjev" (The Kennedy Curse). V ZDA je prav tako pod tem imenom izšla knjiga avtorja Edwarda Kleina.

## Kronologija tragedij
- 1941 - najstarejša hči Rosemary Kennedy je bolehala za depresijo in nasilnimi izpadi, zaradi pritiska očeta pristane na sporno operacijo lobotomijo, ki je izjalovi, zaradi česar je Rosemary do konca življenja duševno prizadeta in nastanjena v zavodu;[3]
- 1944
  - 12. avgust - najstarejši sin Joseph Patrick Kennedy jr., vojaški pilot – umre, ko njegov bombnik 20 minut po vzletu eksplodira v vzhodnem Suffolku nad Rokavskim prelivom;[4]
  - 10. september - William John Robert Cavendish, mož od Kathleen – v Belgiji ga v akciji ustreli ostrostrelec;
- 1948 - 13. maja umre druga najstarejša hči Kathleen Kennedy Cavendish v letalski nesreči v južni Franciji;
- 1956 - 23. avgusta rodi Jackie Kennedy mrtvorojeno hčerko, ki so ji dali ime Arabella;[5]
- 1963
  - 9. avgusta - Patrick, najmlajši sin Jackie in Jacka Kennedyja, umre 2 dni po rojstvu;
  - 22. november - John F. Kennedy, predsednik ZDA, je umorjen v Dallasu;
- 1964 - najmlajši brat Ted Kennedy, 19. junija preživi letalsko nesrečo in se za las izogne smrti;[6]
- 1968 – Robert Kennedy je umorjen v Los Angelesu, umre 5. junija, dan po atentatu;
- 1969 - 18. julija povzroči Ted Kennedy, ameriški senator, avtomobilsko nesrečo v Chappaquiddicku, v kateri umre – se utopi, njegova sodelavka v volilni kampanji Mary Jo Kopechne, on se reši;[7][8]
- 1973 
  - 13. avgusta - Joe Kennedy, sin Roberta Kennedyja, povzroči avtomobilsko nesrečo, po kateri je njegova prijateljica Pam Kelly ostala paraplegik;
  - 17. novembra - amputirajo Tedu Kennedyju, jr. desno nogo zaradi kostnega raka;
- 1984 - 25. aprila umre David A. Kennedy, sin Roberta Kennedyja, v hotelski sobi v Palm Beachu se je predoziral z drogami;
- 1991 - 29. marca je bil William Kennedy-Smith, sin Jean Ann Kennedy-Smith, obtožen zaradi nasilja nad 30-letno Patricia Bowman na družinskem posestvu v Palm Beachu, Florida - kljub zanesljivim dokazom je bil spuščen na prostost;[1][9]
- 1997 - 31. decembra umre v smučarski nesreči Michael LeMoyne Kennedy, sin Roberta Kennedyja - malo predtem je bil v medijih zaradi afere z mladoletno varuško svojih otrok;
- 1999 - 16. julija umre John F. Kennedy jr., njegova žena Carolyn Bessette-Kennedy in njena sestra Lauren Bessette – z majhnim letalom Piper Saragota, pilotiral ga je sam John-John, so bili namenjeni na poroko sestrične Rory Kennedy, hčere Roberta Kennedyja, zaradi slabe vidljivosti so strmoglavili v Atlantski ocean pred otokom Martha’s Vineyard, Cape Cod;
- 2001 – nečak Ethel Skakel-Kennedy, Michael Skakel, je obtožen umora  svoje sosede Marthe Moxley. Umor se je zgodil leta 1975, ko sta bila žrtev in storilec stara 15 let. Skakel  je dobil 20 let zapora, družina Kennedy se bori za njegovo rehabilitacijo;[10]
- 2011 – 16. septembra je umrla Kara Kennedy Allen, hči Teda Kennedyja sr, zaradi srčnega napada med vadbo v klubu zdravja, v Washingtonu. Kara Kennedy je imela pljučnega raka v letu 2002, odstranili so ji desno stran pljuč;[11][12]
- 2012 - 16. maja je umrla Mary Richardson Kennedy (1960–2012), bivša druga žena Roberta F. Kennedyja jr. in mati njegovih štirih otrok (od šestih) – imela je težave z alkoholom in depresijami, našli so jo obešeno v domačem skednju v Bedfordu, Westchester County, New York.[13]